# Eieren van Thijsse

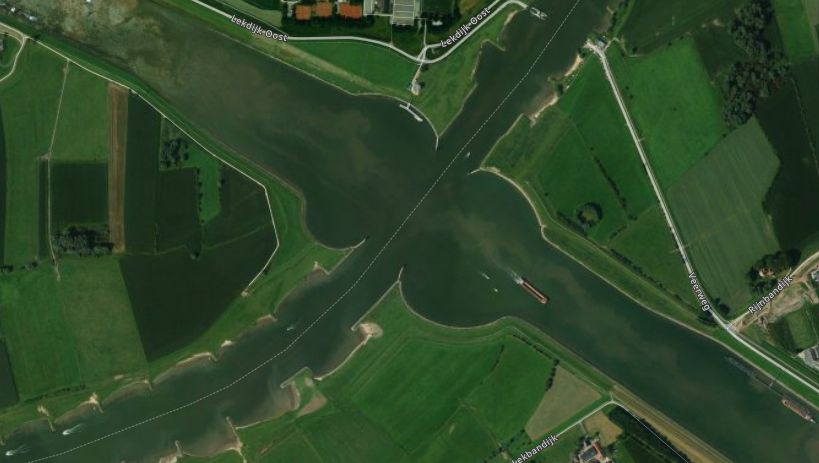
De Eieren van Thijsse in 2020

De Eieren van Thijsse is een informele naam voor de stroomgeleidingsdammen op de kruising van het Amsterdam-Rijnkanaal en de Lek, ten zuiden van de stad Wijk bij Duurstede. Deze kruising ligt tussen de Prinses Irenesluizen en de stuw van Ravenswaaij (Prinses Marijkesluizen).

## Het probleem
Bij de kruising van het kanaal en een (stromende) rivier doen zich een aantal problemen voor. Schepen die in het kanaal varen en de stromende rivier kruisen krijgen met een zijstroming te maken die hun koers verandert. Door de draaiing van het schip bestaat het risico dat het schip de ingang aan de andere zijde misloopt. Een ander probleem was dat het kanaal een meter dieper lag dan de bodem van de rivier. Er komt dus een verdiepte geul dwars door de rivier, die in zeer korte tijd door het natuurlijke zandtransport in de rivier zal aanzanden. Verder veroorzaakt stromend water langs een verbreding een neer, die voor een voor de scheepvaart extra lastige stroming levert en voor ongecontroleerde erosie kan zorgen.

## De oplossing

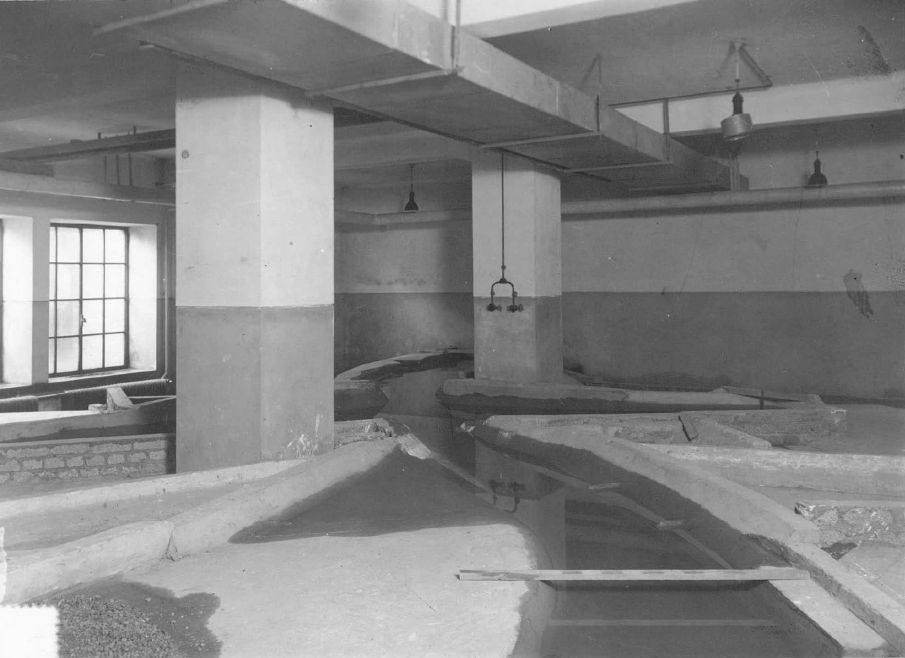
Model van de kruising in het Waterloopkundig Laboratorium aan het Raam in Delft

Door de rivier lokaal wat te versmallen ontstaat een andere evenwichtsdiepte in de rivier. Als die versmalling zodanig is dat de verdieping daardoor ongeveer een meter is, ontstaat dus een nieuwe, stabiele bodemligging. Bovendien kan door het aanleggen van geleidedammen de neer vastgelegd worden, zodat het stroombeeld niet veranderlijk is, wat voor de scheepvaart belangrijk is, want kunnen schippers daarop anticiperen. In eerste instantie is een model gebouwd bij het Waterloopkundig Laboratorium (in de oude vestiging aan Het Raam in Delft) waar met name de stroming en deels ook het zandtransport bestudeerd zijn. Het bleek dat door de neer in de monding het water in beweging bleef, waardoor er nauwelijks aanslibbing plaats vond. Na aanleg van de "eieren" zijn in de nieuwe situatie uitgebreid metingen gedaan om deze te vergelijken met de modelproeven. De gelijkenis was goed. Omdat het meeste onderzoek hiernaar is gedaan onder leiding van de toenmalige directeur, Jo Thijsse, worden in waterbouwkundige kringen deze dammen de "Eieren van Thijsse" genoemd. Deze "eieren" lijken een soort voorhavens, maar functioneren absoluut niet als havens, afmeren is niet toegestaan. Toch bleek in de jaren tot 1960 dat het baggeronderhoud groter was dan voorzien was op grond van de eerste proeven en metingen. Daarnaast waren voor langere schepen de dwarsstromen een aanzienlijk probleem. Om hier een beeld van de krijgen, is van deze kruising een van de eerste mathematische riviermodellen gemaakt.

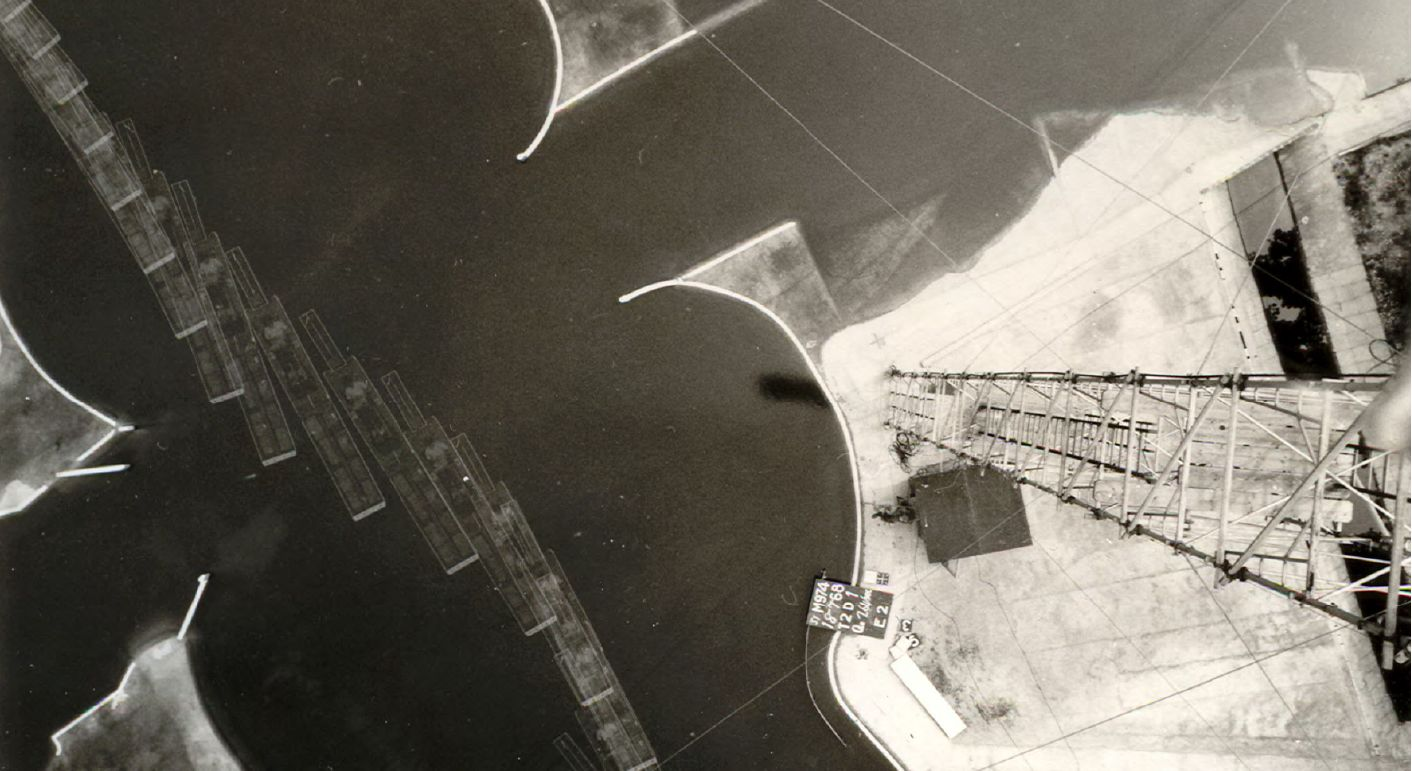
Modelproeven van de kruising Amsterdam-Rijnkanaal en de Lek

Het bleek echter dat met name met een sleep rijnaken deze passage heel moeilijk was. De eerste metingen hiervan in het lab gaven aan dat de aak behoorlijk uit kon zwaaien achter de sleepboot. Alhoewel vrij kort na de ingebruikname het slepen van rijnaken in onbruik raakte, en dit probleem dus niet meer op deze manier speelde was het in de jaren daarna toch nodig om hier beter naar te kijken. De schepen werden steeds groter, en daardoor de gevoeligheid voor dwarsstroom ook groter. Om dit probleem op te lossen is later in het waterloopkundig laboratorium De Voorst een model gebouwd op wat grotere schaal waar ook de roer-karakteristieken van de schepen beter in gemodelleerd konden worden. Het model was zo groot dat een roerganger in dit model kon liggen; op deze wijze kon het menselijk gedrag bij het varen ook meegenomen worden. Uit dit onderzoek volgde dat voor een veilige afwikkeling van het scheepvaartverkeer met duwvaartconvooien het aanbeveling verdient om de dwarssnelheden te reduceren en meer ruimte te scheppen op de kruising en in de voorhaven. Als dat niet mogelijk zou zijn, zou het nodig zijn om een verkeersregeling te gaan toepassen.   

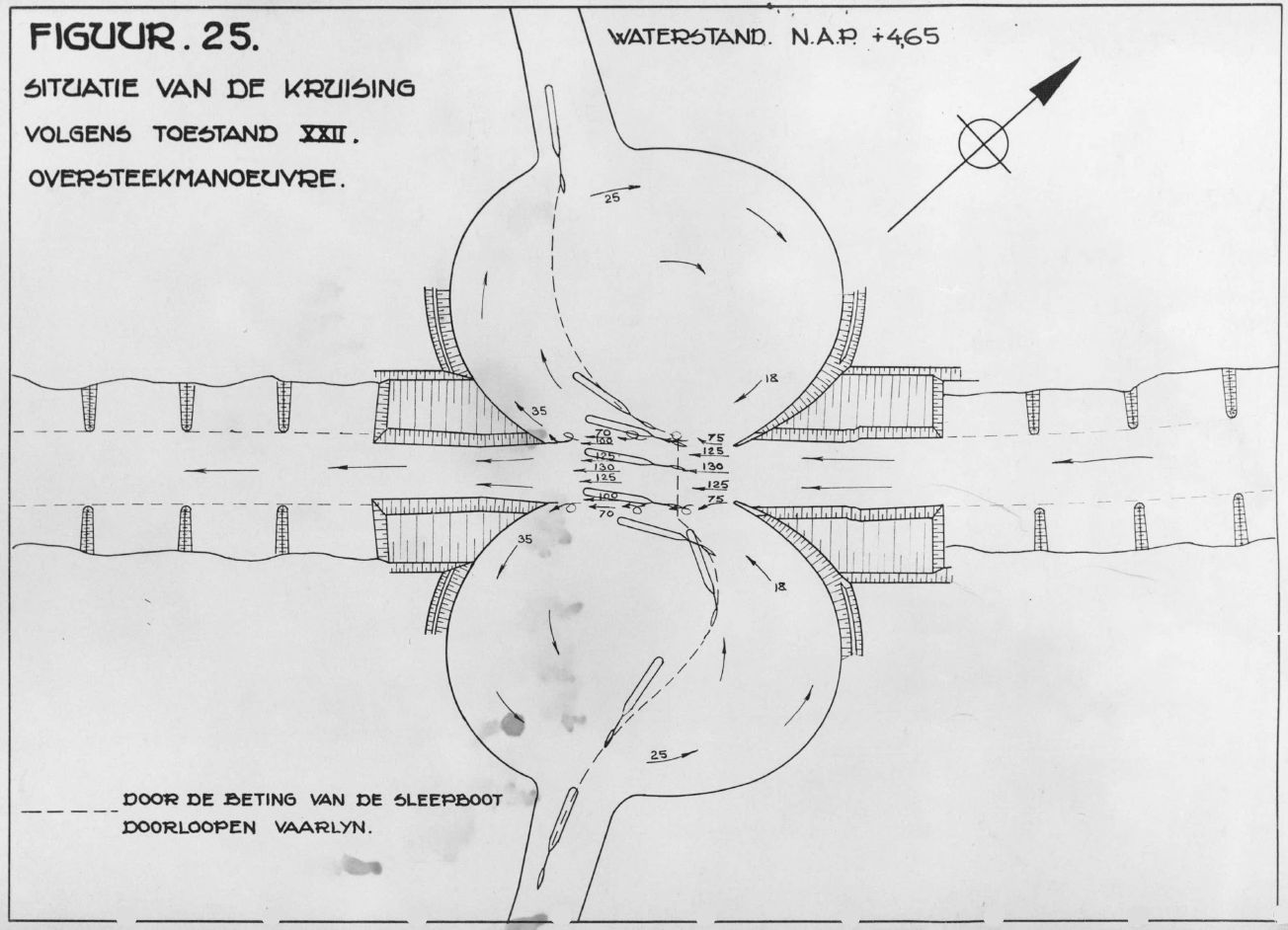
Doorvaart van een sleepboot met één rijnaak in het kleine model in het laboratorium.

Uit nader onderzoek bleek dat een kleine verbetering mogelijk was door de vorm van de dammen (met name de plaats van de pylonen) iets te veranderen, maar dat de verbetering toch wel marginaal zouden zijn.   

## Aanleg

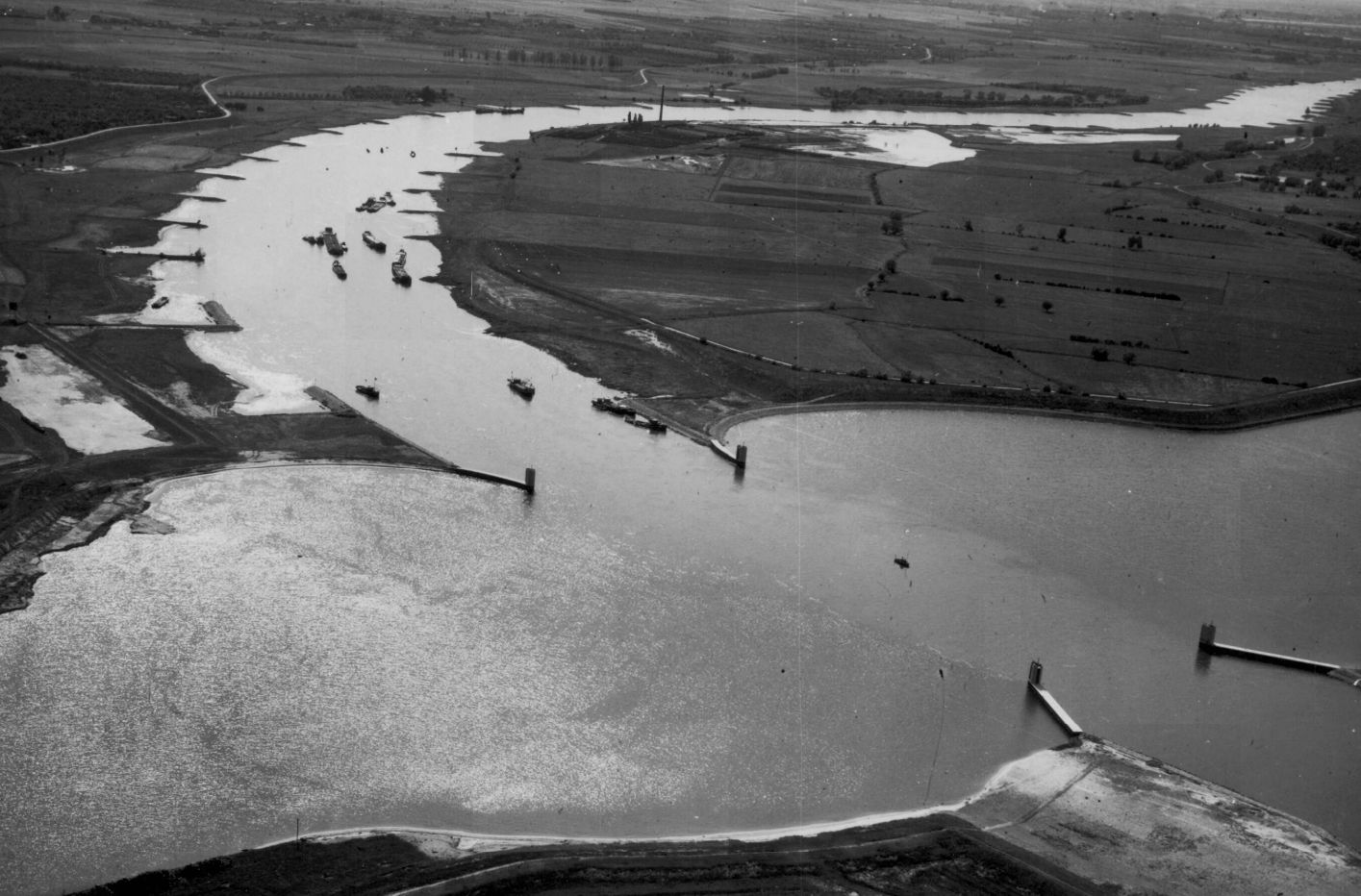
Geleidedammen op de kruising van het Amsterdam-Rijnkanaal en de Lek. Het beeld is naar het westen

In de jaren direct na de Tweede Wereldoorlog is deze kruising aangelegd. De noordelijke ingang is in gebruik genomen na gereedkomen van de Prinses Irenesluizen in 1952,  de zuidelijke ingang na gereedkomen van de Prins Bernardsluizen (ook opgeleverd in 1952), ook hier is een komvormige monding gemaakt.

## Elders
Later is deze eiervorm ook toegepast bij uitmonding van het Twentekanaal en het Zwolle-IJsselkanaal in de IJssel, de in- en uitvaart van de sluispanden bij Driel, Amerongen en Hagestein en de mond van het Maas-Waalkanaal in de Waal, toen deze aansluiting verbeterd moest worden (dit was rond 1955). 